# Britannio Asinari di San Marzano
Britannio Asinari di San Marzano (Torino, 1798 – Torino, 1875) è stato un politico italiano.

## Biografia
Figlio del marchese Filippo Antonio, era fratello, fra gli altri, di Ermolao e Carlo Emanuele.
Fu Deputato del Regno di Sardegna nella IV legislatura, eletto nel collegio di Costigliole d'Asti.

## Ascendenza
|                                                                      |                                                                        |                                                         | Genitori                                                 |  |  | Nonni |  |  | Bisnonni                                           |  |  | Trisnonni                                       |  |
|                                                                      |                                                                        |                                                         |                                                          |  |  |       |  |  | Filippo Valentino Asinari, marchese di San Marzano |  |  | Ghiron Roberto Asinari, marchese di San Marzano |  |
|                                                                      |                                                                        |                                                         |                                                          |  |  |       |  |  | Filippo Valentino Asinari, marchese di San Marzano |  |  | Ghiron Roberto Asinari, marchese di San Marzano |  |
|                                                                      |                                                                        | Maria Margherita Alfieri di Magliano                    |                                                          |  |  |       |  |  | Filippo Valentino Asinari, marchese di San Marzano |  |  |                                                 |  |
| Filippo Valentino Ignazio Asinari, marchese di San Marzano           |                                                                        |                                                         |                                                          |  |  |       |  |  | Filippo Valentino Asinari, marchese di San Marzano |  |  |                                                 |  |
|                                                                      |                                                                        | Maria Luigia Ferrero-Fieschi dei principi di Masserano  | Vittorio Amedeo Ferrero-Fieschi, V principe di Masserano |  |  |       |  |  |                                                    |  |  |                                                 |  |
|                                                                      |                                                                        | Maria Luigia Ferrero-Fieschi dei principi di Masserano  | Vittorio Amedeo Ferrero-Fieschi, V principe di Masserano |  |  |       |  |  |                                                    |  |  |                                                 |  |
|                                                                      |                                                                        | Maria Luigia Ferrero-Fieschi dei principi di Masserano  | Giovanna Irene Caracciolo dei principi di Santobuono     |  |  |       |  |  |                                                    |  |  |                                                 |  |
| Filippo Antonio Asinari dei marchesi di San Marzano                  |                                                                        | Maria Luigia Ferrero-Fieschi dei principi di Masserano  |                                                          |  |  |       |  |  |                                                    |  |  |                                                 |  |
|                                                                      |                                                                        | Giuseppe Amedeo Tommaso Dal Pozzo, marchese di Voghera  | Alfonso Enrico Dal Pozzo, III principe della Cisterna    |  |  |       |  |  |                                                    |  |  |                                                 |  |
|                                                                      |                                                                        | Giuseppe Amedeo Tommaso Dal Pozzo, marchese di Voghera  | Alfonso Enrico Dal Pozzo, III principe della Cisterna    |  |  |       |  |  |                                                    |  |  |                                                 |  |
|                                                                      |                                                                        | Giuseppe Amedeo Tommaso Dal Pozzo, marchese di Voghera  | Barbara Benedetta Roero dei marchesi di Cortanze         |  |  |       |  |  |                                                    |  |  |                                                 |  |
| Orsola Gabriella Dal Pozzo della Cisterna                            |                                                                        | Giuseppe Amedeo Tommaso Dal Pozzo, marchese di Voghera  |                                                          |  |  |       |  |  |                                                    |  |  |                                                 |  |
|                                                                      |                                                                        | Anna Gabriella Enrichetta Caresana dei conti di Carisio | Pietro Giorgio Caresana, IV conte di Carisio             |  |  |       |  |  |                                                    |  |  |                                                 |  |
|                                                                      |                                                                        | Anna Gabriella Enrichetta Caresana dei conti di Carisio | Pietro Giorgio Caresana, IV conte di Carisio             |  |  |       |  |  |                                                    |  |  |                                                 |  |
|                                                                      |                                                                        | Anna Gabriella Enrichetta Caresana dei conti di Carisio | Luigia Gabriella Doria dei marchesi di Cirié             |  |  |       |  |  |                                                    |  |  |                                                 |  |
| Britannio Asinari dei marchesi di San Marzano                        |                                                                        | Anna Gabriella Enrichetta Caresana dei conti di Carisio |                                                          |  |  |       |  |  |                                                    |  |  |                                                 |  |
|                                                                      | Gaspare Filippo Francesco Della Chiesa, marchese di Cinzano e di Roddi | …                                                       |                                                          |  |  |       |  |  |                                                    |  |  |                                                 |  |
|                                                                      | Gaspare Filippo Francesco Della Chiesa, marchese di Cinzano e di Roddi | …                                                       |                                                          |  |  |       |  |  |                                                    |  |  |                                                 |  |
|                                                                      | Gaspare Filippo Francesco Della Chiesa, marchese di Cinzano e di Roddi | …                                                       |                                                          |  |  |       |  |  |                                                    |  |  |                                                 |  |
| Vittorio Giuseppe Maria Della Chiesa, marchese di Cinzano e di Roddi | Gaspare Filippo Francesco Della Chiesa, marchese di Cinzano e di Roddi |                                                         |                                                          |  |  |       |  |  |                                                    |  |  |                                                 |  |
|                                                                      |                                                                        | Teresa Seyssel, marchesa d'Aix                          | …                                                        |  |  |       |  |  |                                                    |  |  |                                                 |  |
|                                                                      |                                                                        | Teresa Seyssel, marchesa d'Aix                          | …                                                        |  |  |       |  |  |                                                    |  |  |                                                 |  |
|                                                                      |                                                                        | Teresa Seyssel, marchesa d'Aix                          | …                                                        |  |  |       |  |  |                                                    |  |  |                                                 |  |
| Polissena Della Chiesa dei marchesi di Cinzano e Roddi               |                                                                        | Teresa Seyssel, marchesa d'Aix                          |                                                          |  |  |       |  |  |                                                    |  |  |                                                 |  |
|                                                                      |                                                                        | …                                                       | …                                                        |  |  |       |  |  |                                                    |  |  |                                                 |  |
|                                                                      |                                                                        | …                                                       | …                                                        |  |  |       |  |  |                                                    |  |  |                                                 |  |
|                                                                      |                                                                        | …                                                       | …                                                        |  |  |       |  |  |                                                    |  |  |                                                 |  |
| Enrichetta Roero dei conti di Pralormo                               |                                                                        | …                                                       |                                                          |  |  |       |  |  |                                                    |  |  |                                                 |  |
|                                                                      |                                                                        | …                                                       | …                                                        |  |  |       |  |  |                                                    |  |  |                                                 |  |
|                                                                      |                                                                        | …                                                       | …                                                        |  |  |       |  |  |                                                    |  |  |                                                 |  |
|                                                                      |                                                                        | …                                                       | …                                                        |  |  |       |  |  |                                                    |  |  |                                                 |  |
|                                                                      |                                                                        | …                                                       |                                                          |  |  |       |  |  |                                                    |  |  |                                                 |  |